# Philipp Lenz (Philologe)
Philipp Lenz (* 21. Oktober 1861 in Handschuhsheim; † 17. April 1926 in Baden-Baden) war ein deutscher Lehrer und Mundartforscher, der sich vor allem um die Dokumentation des Handschuhsheimer Dialekts verdient gemacht hat. Bis 1912 war er außerdem Herausgeber der Zeitschrift für deutsche Mundarten.

## Leben
Der Sohn eines Bierbrauers und Gastwirts besuchte die Volksschule in Handschuhsheim und das Gymnasium in Heidelberg, später das in Laubach. Nach dem Abitur 1881 studierte er in Heidelberg Französisch, Altprovencalisch und Gotisch, nach zwei Semestern in Leipzig und Freiburg schloss er seine Studien zurück in Heidelberg mit Vorlesungen über Altfranzösisch, Altenglisch sowie lateinische, griechische und Grammatik der indogermanischen Sprachen ab. Während seines Studiums wohnte er zumeist noch im Elternhaus, nur von Winter 1881/82 bis Sommer 1882, vor dem Gastsemester in Leipzig, bewohnte er eine „Bude“ in der Heidelberger Sandgasse 6. Seine Dissertation schrieb er 1885 über den syntaktischen Gebrauch der Partikel ge in den Werken Alfreds des Großen. Nach dem Staatsexamen 1886 diente er 1886/87 als Einjährig-Freiwilliger, anschließend trat er 1887 in Konstanz als Praktikant ins Lehramt ein. 1888 ermöglichte ihm ein großherzogliches Stipendium eine England-Reise. Im Herbst 1888 nahm er eine Stelle am Heidelberger Gymnasium an.
In seine Zeit als Student und junger Lehrer fällt seine bedeutendste Forschertätigkeit. Er lebte zu jener Zeit stets in einfachen Verhältnissen, sei es im Elternhaus oder später in angemieteten Zimmern. So war er nicht nur beruflich in der Schule, sondern auch privat in ständigem unmittelbarem Kontakt mit Dialektsprechern seines Heimatortes Handschuhsheim, der 1903 nach Heidelberg eingemeindet wurde. Bereits als Schüler hatte er begonnen, regionaltypische Ausdrücke zu sammeln. In kommentierter Form veröffentlichte er die über Jahre gewachsene Sammlung zu seinem Dienstantritt in Konstanz 1887 und legte 1892 eine Ergänzung vor.
1894 wurde er an die Höhere Mädchenschule nach Baden-Baden versetzt. Dort erarbeitete er bis 1898 noch zwei weitere Werke zum Handschuhsheimer Dialekt. Außerdem wurde er Herausgeber der Zeitschrift für deutsche Mundarten.
1901 heiratete er mit Emmy Hübsch († 1965) eine Kusine zweiten Grades. Bis 1906 wurden dem Paar zwei Töchter und ein Sohn geboren. 1904 erwarb er eine Doppelhaushälfte in der Baden-Badener Ebersteinstraße 27.
Die gewachsene Familie und seine beruflichen Aufgaben ließen nach 1910 sein Interesse an der Mundartforschung schwinden. Zum Abschluss des Jahrgangs 1912 legte er sein Amt als Herausgeber der Zeitschrift für Mundartforschung nieder. Aufgrund zunehmender Schwerhörigkeit zog er sich allmählich aus der Öffentlichkeit zurück. Der Verein Badische Heimat bot ihm 1924 ein Amt an, das Lenz mit Hinweis auf seine Behinderung ablehnte.
Seine mundartlichen Aufzeichnungen übergab er bereits 1914 teilweise nach Freiburg, 1923 den überwiegenden Rest an Ernst Ochs, dem 1926 auch testamentarisch Lenz’ Nachlass zufiel.
Der Stadtteilverein Handschuhsheim hat 1982 eine Gedenktafel für Philipp Lenz an der Handschuhsheimer Tiefburg angebracht.

## Schriften
- Der Handschuhsheimer Dialekt. 1. Teil Wörterverzeichnis. Konstanz 1887 (auch Leipzig 1888)
- Der Handschuhsheimer Dialekt. Nachtrag zum Wörterverzeichnis von 1887. Darmstadt 1892
- Die Fremdwörter des Handschuhsheimer Dialekt. 2 Teile. Baden-Baden 1895/96 und 1896/97
- Vergleichendes Wörterbuch der neuhochdeutschen Sprache und des Handschuhsheimer Dialekts. 1898